# Podravina (časopis)
Podravina - časopis za multidisciplinarna istraživanja časopis je nakladničke kuće Meridijani.

## Povijest
Časopis je pokrenula 2002. godine u Koprivnici izdavačka kuća Hrvatski zemljopis, a nastavila ga je izdavati nakladnička kuća Meridijani. Glavni urednici su mu Dragutin Feletar i Hrvoje Petrić.

## Sadržaj
Časopis objavljuje znanstvene i stručne radove iz različitih znanstvenih područja vezane za prostor uz rijeku Dravu u Hrvatskoj i ostalim zemljama. Članci se mogu odnositi i na bilo koji drugi dio Hrvatske, Europe ili svijeta, ako su ta iskustva na bilo koji način usporediva s Podravinom i pridonose njezinu razvoju. 
Osim multidisciplinarnih istraživanja o Podravini, časopis objavljuje radove iz polja povijesti, zemljopisa, arheologije, povijesti umjetnosti, etnologije, ekologije, demografije, sociologije, političke povijesti i ekonomije.

## Vanjske poveznice
Mrežna mjesta
- Podravina, službeno mrežno mjesto
- Podravina na Hrčku
- Mario Kolar, Znanstveni časopis Podravina. Bibliografija s komentarom o časopisu i podravskoj stručnoj i znanstvenoj periodici, Podravina, 15/2009., Hrčak